# Josiah Ng
Josiah Ng Onn Lam (chinês tradicional: 伍安臨, chinês simplificado: 伍安临, pinyin: Wǔ Ānlín; nascido em 2 de fevereiro de 1980) é um ciclista de pista profissional malaio.
Representou seu país, Malásia, no ciclismo nos Jogos Olímpicos de Verão de 2004 e 2008, terminando respectivamente na sexta e sétima posição.